# Belsy Demetz
Belsy Demetz, Belsy, född 23 december 1984 i Indien, är en italiensk, tyskspråkig tidigare sångerska inom Volkstümliche Musik. I början av sin karriär använde hon artistnamnet Belsy Khan. 
Då hon var ett år gammal adopterades hon av Erika och Raimund Demetz i Wolkenstein in Gröden och växte därmed upp i Sydtyrolen. Vid sju års ålder medverkade hon i den internationella barnfestivalen  Zecchino d’Oro och sjöng sedan i kören Cor di Mutons de Sëlva. År 2002 framträdde hon vid en friluftskonsert i Kastelruth och gav sedan ut sin första soloskiva. År 2003 företrädde hon Tyskland i Grand Prix der Volksmusik med sången Heimat einsteht och kom på en tredjeplats. Året efter kom hon på andra plats i Grand Prix der Volksmusik 2004 med sången Madre di Dio. Hon kom på en delad förstaplats i Grand Prix der Volksmusik 2006 tillsammans med Rudy Giovannini då hon tävlade för den italienska delen av Sydtyrolen. Tillsammans med Florian Fesl tävlade hon sedan för Tyskland i Grand Prix der Volksmusik 2010 och vann. Därmed blev Demetz den mest framgångsrika deltagaren i Grand Prix der Volksmusik, med två segrar i duett, en andraplacering och en tredjeplacering. Demetz och Fels hade från 2010 och framåt en flerårigt förhållande. I och med utgången av 2014 avslutade Demetz sin karriär,  eftersom hon, som hon senare berättade, inte riktigt hade samma lust som tidigare, samt att hon blivit gravid. Sedan dess arbetar hon med familjeföretaget, B&B Apartments Cudlea, i Wolkenstein.
Parallellt med sin musikaliska verksamhet utbildade Demetz sig till hotellbiträde, Hotelfachfrau.

## Diskografi

### Album
- 2002: Alles was vom Herzen kommt
- 2003: Heimat entsteht
- 2004: Madre di dio
- 2005: Weihnachtstraum
- 2006: Bel ami
- 2007: Lieber Gott, bitte vergiss uns nicht
- 2009: Lust auf Sommer
- 2010: I hab di gern (Med Florian Fesl)
- 2010: Weihnacht im Herzen (Med Florian Fesl)
- 2011: Das Beste
- 2011: Wie ein schöner Traum (Med Florian Fesl)

### Singelskivor
- Heimat entsteht
- Ciao Amore Goodbye
- Die Sterne vom Lago Maggiore
- Piar
- Salve Regina (med Rudy Giovannini)
- Bel ami
- Alles möcht i sein
- Hast du mich wirklich lieb